# Zabok
Zabok   er en by i distriktet Krapina-Zagorje i den nordvestlige del af Kroatien. Ifølge folketællingen i 2021 har byen en samlet befolkning på 8.656, hvoraf 3.408 bor i selve Zabok. Zabok ligger ved det vigtigste vejkryds i hjertet af Hrvatsko Zagorje regionen, og er det økonomiske centrum i Krapina-Zagorje distrikt.

## Historie
I 1782 påbegyndte Sigismund Vojković-Vojkffy opførelsen af en kirke i Zabok, og den stod færdig i 1805. Med afskaffelsen af feudalismen fik tidligere livegne mulighed for at vælge deres eget bosted, og de fleste bosatte sig langs vejene, der forbandt Gredice og Bračak med det nye centrum, der udviklede sig omkring kirken og dannede den nye bymidte. Byen nåede sin endelige form i perioden efter 2. verdenskrig, hvor den bredte sig på langs langs den nordlige side af jernbanesporet.

## Geografi
Zabok ligger i en højde af 186  moh.
Følgende byer og bebyggelser ligger i kommunens område:
- Bračak, indb.  21
- Bregi Zabočki,  indb.  257
- Dubrava Zabočka,  indb.  591
- Grabrovec,  indb.  607
- Grdenci,  indb.  459
- Gubaševo,  indb.  262
- Hum Zabočki,  indb.  457
- Jakuševec Zabočki,  indb.  364
- Lug Zabočki,  indb.  585
- Martinišće,  indb.  338
- Pavlovec Zabočki,  indb.  605
- Prosenik Gubaševski,  indb.  155
- Prosenik Začretski,  indb.  158
- Repovec,  indb.  312
- Špičkovina,  indb. 764
- Tisanić Jarek,  indb.  345
- Zabok,  indb.  2.714

## Politik
Byens borgmester Ivan Hanžek (Kroatiens Socialdemokratiske Parti) blev valgt til medlem af Kroatiens parlament ved Kroatiens parlamentsvalg i 2007|.

## Etymologi
"Zabok" betyder "bag flodkurven" (den pågældende flod er Krapinica). Navnet Zabok dukkede første gang op i 1335 i en tekst, hvor ejerskabet af Zabok blev givet til Petar, søn af Nuzlin, af den ungarske konge, Karl 1.. Nuzlin-familien tilføjede præfikset de Zabok til deres navn, og i det 15. århundrede var de begyndt at kalde sig selv "Zaboky de Zabok".